# أبجيدة

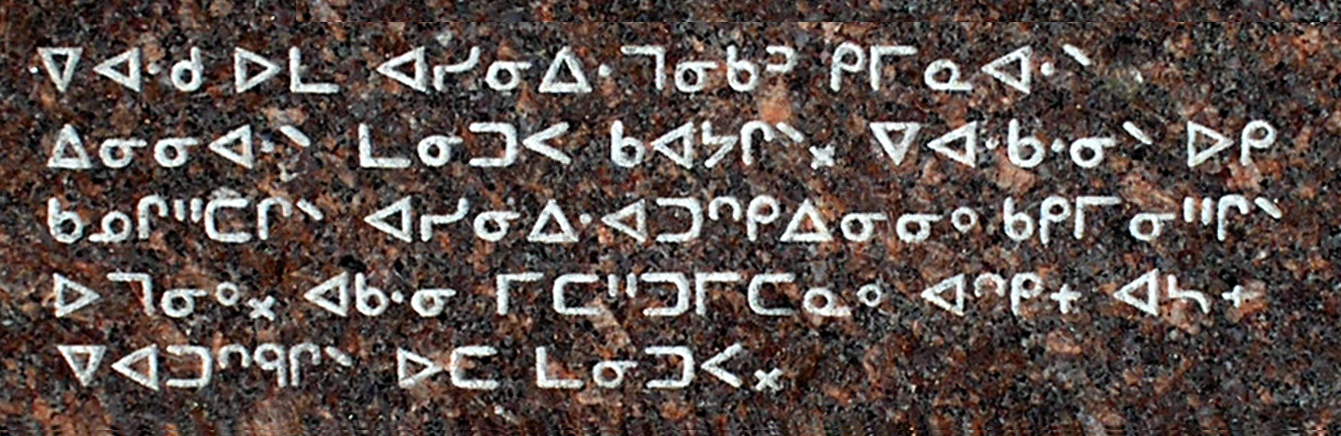

الأَبُجِيدَة (جمعها أبجيدات؛ من الجعزية: አቡጊዳ) هي نظام كتابة مبنى على المقاطع، فيما يكتب حرفي الصامت والصائت في وحدة: كل وحدة مبنية على حرف صامت وحرف صائت، الحرف الصائت هو ثانوي. وهذا بخلاف الأبجدية التقدليدية فيما يكون رمز الصوت الصائت ناقصا أو ناقصا جزئيا أو اختياريا، وهو كذلك بخلاف الألفبائية التقليدية فيما يكون للحرف الصامت والحرف الصائت نفس الشأن.
وتشمل الأبوجيدا خطوط براهمية في جنوب آسيا وجنوب شرق آسيا وخطوط إثيوبية سامية وخطوط كندية أصلية.

## وصلات خارجية
- Syllabic alphabets – Omniglot's قائمة أبوجيدات مع أمثلة لنظم الكتابة
- Alphabets – قائمة الأبوجيدات وأنظمة كتابة أخرى (بالإسبانية)